# Matheus Fernandes
Matheus Fernandes Siqueira (Itaboraí, 30 giugno 1998) è un calciatore brasiliano, centrocampista del RB Bragantino.

## Caratteristiche tecniche
È un centrocampista di piede destro dinamico e abile in fase difensiva, in particolare nel recuperare palloni.

## Carriera
Cresciuto nelle giovanili del Botafogo, ha esordito il 27 aprile 2017 in occasione di un match di Coppa del Brasile vinto 2-1 contro lo Sport Recife.
Il 19 dicembre 2018 firma un contratto quinquiennale per il Palmeiras.
Il 31 gennaio 2020 viene acquistato per 7 milioni di euro più 3 di bonus dal Barcellona, che il giorno stesso lo cede in prestito al Real Valladolid fino a giugno.
A fine stagione fa ritorno al club catalano; tuttavia, dopo avere disputato solamente una partita con il club in Champions League contro la Dinamo Kiev, rescinde il proprio contratto in data 29 giugno 2021.
Il 9 luglio 2021 fa ritorno al Palmeiras.

## Statistiche
Statistiche aggiornate al 22 marzo 2021.

### Presenze e reti nei club
| Stagione        | Squadra         | Campionato      | Campionato | Campionato | Coppe nazionali | Coppe nazionali | Coppe nazionali | Coppe continentali | Coppe continentali | Coppe continentali | Altre coppe | Altre coppe | Altre coppe | Totale | Totale | Totale |
| Stagione        | Squadra         | Comp            | Pres       | Reti       | Comp            | Pres            | Reti            | Comp               | Pres               | Reti               | Comp        | Pres        | Reti        | Pres   | Reti   |        |
| --------------- | --------------- | --------------- | ---------- | ---------- | --------------- | --------------- | --------------- | ------------------ | ------------------ | ------------------ | ----------- | ----------- | ----------- | ------ | ------ | ------ |
| 2017            | Botafogo        | A/RJ+A          | 6+22       | 0          | CB              | 5               | 0               | CL                 | 7                  | 0                  |             | -           | -           | 40     | 0      |        |
| 2018            | Botafogo        | A/RJ+A          | 7+33       | 0          | CB              | 0               | 0               | CS                 | 5                  | 1                  |             | -           | -           | 45     | 1      |        |
| Totale Botafogo | Totale Botafogo | Totale Botafogo | 68         | 0          |                 | 5               | 0               |                    | 12                 | 1                  |             | -           | -           | 85     | 1      |        |
| 2019            | Palmeiras       | A1/SP+A         | 0+11       | 1          | CB              | 1               | 0               | CL                 | 0                  | 0                  |             | -           | -           | 12     | 1      |        |
| gen.-giu. 2020  | Real Valladolid | PD              | 3          | 0          | CR              | 0               | 0               |                    | -                  | -                  |             | -           | -           | 3      | 0      |        |
| 2020-2021       | Barcellona      | PD              | 0          | 0          | CR              | 0               | 0               | UCL                | 1                  | 0                  | SS          | 0           | 0           | 1      | 0      |        |
| Totale carriera | Totale carriera | Totale carriera | 82         | 1          |                 | 6               | 0               |                    | 13                 | 1                  |             | 0           | 0           | 101    | 2      |        |

## Palmarès

### Club

#### Competizioni statali
- Campionato Carioca: 1

Botafogo: 2018

#### Competizioni Internazionali
- Coppa Libertadores: 1

Palmeiras: 2021